# Raseborgs Sommarteater
Raseborgs Sommarteater är en finlandssvensk sommarteater vid Raseborgs slott i Snappertuna i Ekenäs. Festspelen, som inleddes 1966, drivs sedan starten av Västnyländska ungdomsringen. Sedan 1971 har evenemanget varit årligt. Pjäserna har både varit originalverk med anknytning till slottet och bygden, dels välkända musikaler och familjepjäser. Sommarteatern är Svenskfinlands största med ett publikrekord på 20370 som sattes 2016 då The Sound of Music uppfördes för andra gången på sommarteater scenen.
De flesta medverkande är amatörer, men det är inte ovanligt att en eller flera professionella skådespelare ingår i ensemblen.
Raseborgs Sommarteater är den äldsta och kändaste delen av Raseborgs Festspel, som numera omfattar flera sommartida evenemang vid Raseborgs slottsruin, bl.a. midsommarfest på midsommaraftonen och Snappertunadagens första lördagen i augusti med Hembygdens Vänner i Snappertuna som arrangör.
Det senaste evenemanget inom Raseborgs Festspel är Medeltidsmarknad med torneringar, som inleddes 2006 med Raseborgs medeltida sällskap som arrangör.

## Uruppföranden av pjäser på Raseborgs sommarteater
- 1966 Kungen och Kristina av Kai Brunila och Börje Lampenius efter ett manuskript av Jonathan Reuter. Iscensättning och dekor Börje Lampenius, musik Pentti Lasanen, danser Mary Paischeff. Pjäsen handlar om hur Karl Knutsson (Bonde) på 1460-talet efter en drabbning med danska sjöfarare tog makten över Raseborg, och om hans romans med slottshövitsmannens dotter. Kungen och Kristina uppfördes även år 1967 och 1976.
- 1971 Förräderiet av Lars Huldén. Pjäsen handlar om Linköpingsbiskopen Hemming Gadh som år 1520 på uppdrag av kung Kristian II tog kontroll över Raseborg, och som senare samma år avrättades där av sin uppdragsgivare.
- 1972 Kvinnorna på Raseborg av Walentin Chorell. Regi Jarl Lindblad, musik Kaj Chydenius. Pjäsen skildrar ett skede i Raseborgs historia under Bo Jonsson Grips tid på 1300-talet. Det arbete som då pågick för att förstora slottet innabar stora umbäranden för folket, men också revolt.
- 1973 Under torparsolen av Lars Huldén efter Hugo Ekhammars roman. Regi och dekor Jarl Lindblad, musik Toni Edelman. Pjäsen behandlar förtrycket och utsugningen av torparna i Snappertuna i slutet av 1800-talet. Under torparsolen uppfördes även 2006 i regi av Sven Sid.
- 1975 Landsfader 35, skriven och regisserad av Rolf Söderling, musik Henrik Otto Donner. Pjäsen handlar om ett besök som Gustav Vasa gjorde på Raseborg år 1530 efter att han mottagit klagomål från bönderna i trakten över länsherren Erik Flemings framfart.
- 1978 Bakom gallrarna av Rolf Söderling. Regi Rolf Söderling och Kerstin Wallström, musik Uffe och Bosse Andersson. Pjäsen handlar om 1600-talshistorikern Johannes Messenius och skalden Lars Wivallius.
- 1988 Spöket på Raseborg av Tapio Laasonen. Regi Pedro Ahumada.
- 1989 Sanningens ljus av Jan Lindroos. Regi Sture Ekholm, musik Marcus Fagerudd. Pjäsen handlar om profetissan Maria Åkerblom från Snappertuna, som på 1920-talet grundade och ledde en skandalomsusad religiös sekt.
- 1991 Äppelkriget av Hans Alfredson och Tage Danielsson. Regi Margit Lindeman.
- 1992 Kungens män av Berndt Zillacus och Jan Lindroos. Regi Tom Wasker Lindblom.

## Övriga uppföranden av pjäser på Raseborgs sommarteater
Lista över uppföranden sedan 1993:
- 1993 The sound of music
- 1994 Stormskärs maja
- 1995 Emil i Lönneberga
- 1996 Ungdomskällan
- 1997 Drottning Margareta, gästspel
- 1997 "Sugar" eller Hett om öronen
- 1998 Ronja Rövardottar
- 1999 Zigienarlägret flyttar till himlen
- 2000 Grease
- 2001 My fair lady
- 2002 Bröderna lejonhjärta
- 2003 Blodsbröder
- 2004 Colorado Avenue
- 2005 Annie
- 2006 Under torparsolen
- 2007 Underbara herrar i hatt
- 2008 Ringaren i Notre Dam
- 2009 Djurgården
- 2010 Robin Hood
- 2011 Trollkarlen från Oz
- 2012 Teaterbåten
- 2013 Mio, min Mio
- 2014 En midsommarnattsdröm på Raseborg
- 2015 Emil i Lönneberga
- 2016 The sound of music
- 2017 Foot loose
- 2018 West side story
- 2019 Jorden runt på 80 dagar
- 2021 Peter Pan, baserad på J.M. Barries bok, dramatiserad av Anna Simberg och Sven Sid på basen av J.P. Westrups översättning. Redigerad av Riddo Ridberg. Uppskjuten från år 2020. [2][3]
- 2022 All Shook Up, skriven av Joe DiPietro (2004) och översatt av Peter Thorvald. Regisserad av Riddo Ridberg. Totalt medverkade omkring 25 amatörskådespelare i ensemblen samt en live orkester.[4][5]